# 伊勢神トンネル

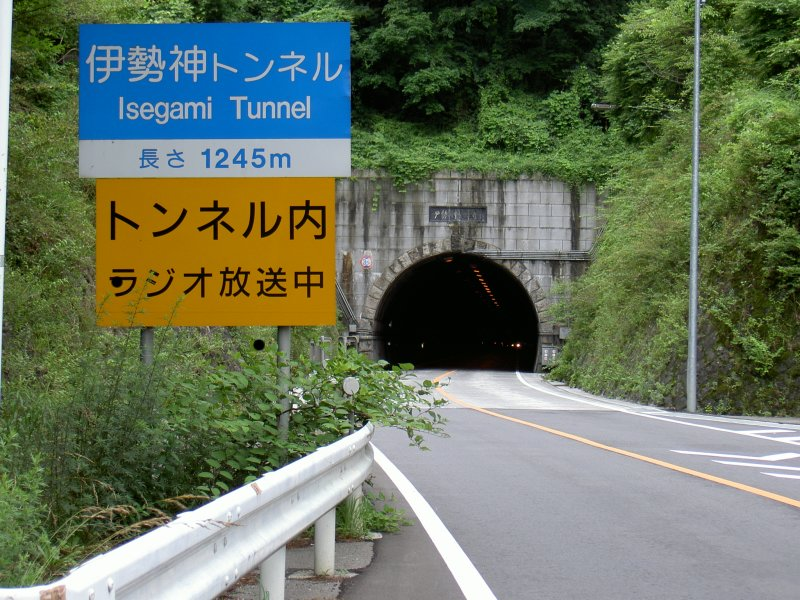
伊勢神トンネル（2005年（平成17年）7月撮影）

伊勢神トンネル（いせがみトンネル）は、愛知県豊田市の伊勢神峠にある国道153号（飯田街道）のトンネルである。

## 概要
延長1,245m、幅員6.5mのトンネルで、1960年（昭和35年）5月に開通し、同年7月1日から日本道路公団による有料道路として供用された。
過疎対策として愛知県が建設費を肩代わりすることで1971年（昭和46年）4月1日に無料開放された。トンネル前のドライブイン伊勢神付近（名古屋側）には道路が広くなった場所があるが、これは料金所の名残である。トンネルは上下一車線ずつの対面通行でありトンネル内に歩道は無い。
現行の道路構造令に対してトンネルの車道幅員が狭いことから、2007年（平成19年）3月30日より大型対向車の接近を知らせるための「大型車接近表示システム」の運用を開始している。2010年（平成22年）の名古屋国道事務所の調査によれば、平日の交通量は1日あたり4,241台で、その28%が大型車だという。

## 通行制限
高さ3.5mの車高制限があり、基本的には大型トラックのうちバン（箱）タイプのほとんどとエアロキングやアストロメガなどの2階建てバス全車、スーパーハイデッカーの観光バス車両の大半、一部のハイデッカーの観光バス車両は当トンネルを通過出来ない。ただし先述の通り大型トラックも多く通過する幹線国道のトンネルであり、大型トラックどうしがトンネル内ですれ違う場面も見られる。この場合壁面ギリギリまで寄せるため、バン（箱）タイプの場合トンネルの壁面で荷台の角を擦ってしまうことがある。

## 改良事業
トンネル断面不足および前後の線形の悪さ（最小半径R=30m、最大勾配8.71%）を解消するため、2012年度（平成24年度）より伊勢神改良事業が行われている。
現トンネルの北側に2.4kmのバイパスを通す計画で、うち1.9kmがトンネルである。これにより上下線を合わせた車線の幅は5.3mから6.5mへと拡大される。事業規模は80億円、事業期間は10年を見込んでいる。
2022年（令和4年）5月28日、伊勢神トンネルに代わる新伊勢神トンネル（仮称）の着工式が行われた。工期は坑口外側も含め2027年（令和9年）3月31日まで。総事業費は約91億円となった。
- 起点 : 愛知県豊田市明川町
- 終点 : 愛知県豊田市小田木町
- 延長 : 2.4km （うちトンネル1.9km、橋梁0.2km）
- 構造規格 : 第3種2級
- 道路幅員 : 7.5m
- 車線数 : 2車線
- 車線幅員 : 3.25m
- 設計速度 : 60km/h
- 全体事業費 : 約91億円